# 艾蒂安·皮基拉尔
艾蒂安·皮基拉尔（法語：Étienne Piquiral，1901年6月15日—1945年3月13日），法国男子橄榄球运动员。他曾代表法国参加1924年夏季奥林匹克运动会橄榄球比赛，获得一枚银牌。